# Нарцис (Караваджо)
41°54′13″ пн. ш. 12°29′25″ сх. д. / 41.903513888889° пн. ш. 12.490208333333° сх. д.
«Нарцис» (італ. Narciso) — картина італійського художника Караваджо, написана ним у 1597—1599 роках. Нині вона зберігається у Національній галереї старовинного мистецтва у Римі.

## Короткий опис
1916 року картину атрибутував Караваджо італійський мистецтвознавець Роберто Лонгі. Відомі лише дві роботи художника на сюжети з класичної міфології, хоча це пов'язано швидше з питаннями збереженості доробку художника, ніж із спрямованістю його творчості. Нарцис, за легендою, викладеною в " Метаморфозах " Овідія, — вродливий юнак, який закохався у своє власне відображення. Не маючи змоги відірватися від нього, він помер від своєї пристрасті і, навіть коли перетинав річку смерті Стікс, продовжував дивитися на своє відображення у воді .
Історія Нарциса часто згадувалася або переказувалась у літературі, наприклад, у творах Данте Аліг'єрі та Франческо Петрарки. Вона була добре відомою в колах колекціонерів, у яких Караваджо часто бував у той час, таких як кардинал Франческо Марія дель Монте та банкір Вінченцо Джустініані. Друг Караваджо, поет Джамбаттіста Маріно, створив опис Нарциса.
Історія Нарциса була привабливою темою для художників. За словами теоретика Відродження Леона Баттісти Альберті: "Винахідником живопису… був Нарцис… Що таке живопис, якщо не можливість, з його допомогою, охопити обіймами ту саму водну гладь? ".
Караваджо зобразив юнака-пажа в елегантній золототканій камізельці, який схилився над водою та дивився на своє спотворене зображення . Картина передає атмосферу задумливої меланхолії: постать Нарциса, разом із своїм відображенням, перебуває у замкнутому колі, поза яким — темрява, тож він становить ніби єдину реальність у цій картині.